# 1968년

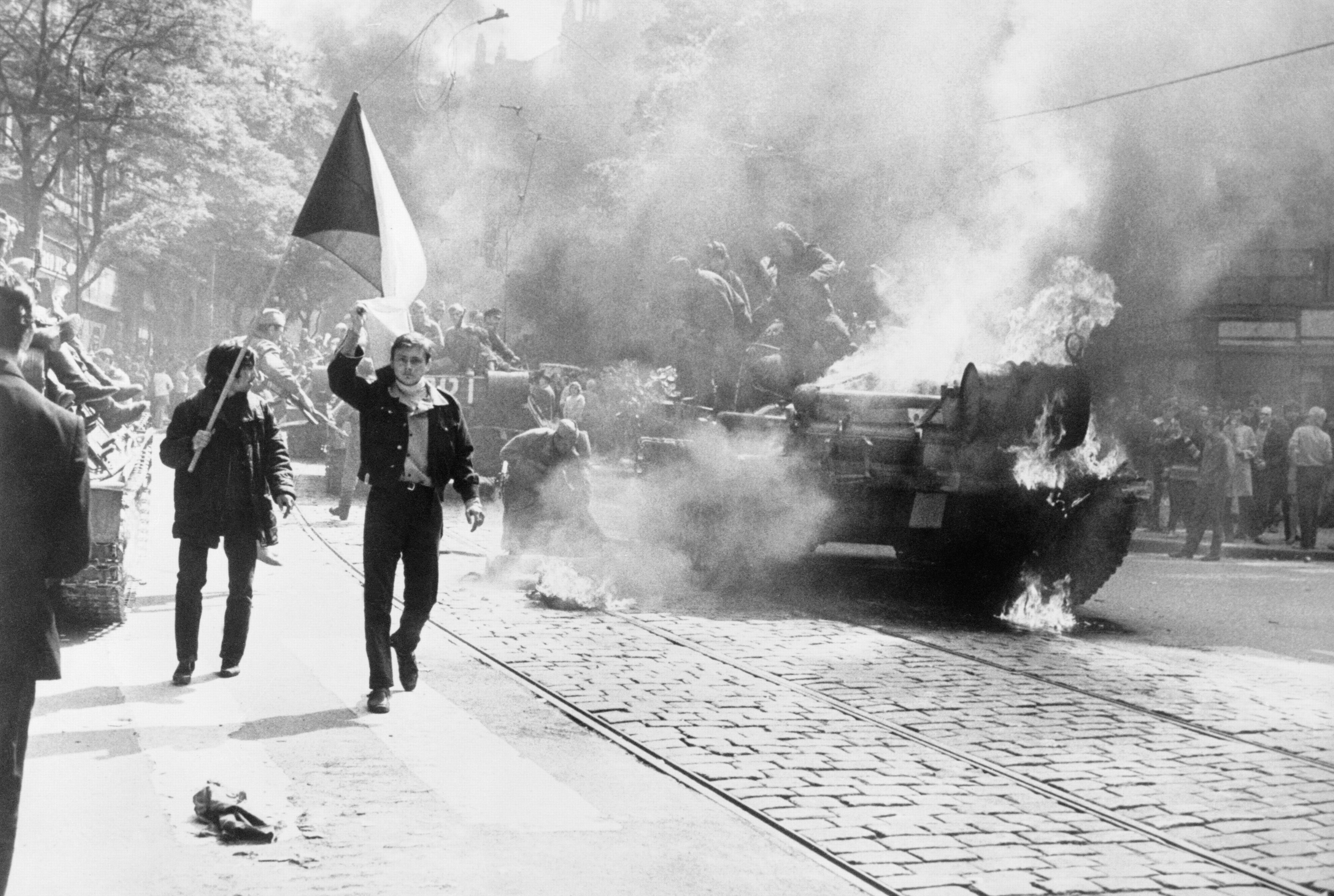

1968년은 월요일로 시작하는 윤년이다.

## 사건
- 1월 21일 - 1·21 사태: 북한 무장공비의 청와대 기습 미수사건.(김신조 간첩일당 청와대 피습사건)
- 1월 23일 - 푸에블로 호 납치사건 발생함.
- 1월 31일 - 나우루 독립.
- 2월 12일 - 퐁니·퐁넛 마을 학살 사건.
- 3월 16일 - 미라이 학살.
- 4월 11일 - 서독에서 요제프 바흐만에 의해 독일사회주의학생연합 대표인 루디 두치케가 저격당하다.
- 4월 24일 - 모리셔스, 유엔 가입.
- 4월 30일 - 김수환 대주교가 교황 바오로 6세에 의해 추기경에 임명되다.
- 5월 3일 - 소르본 대학 학생들의 시위를 기점으로 프랑스 파리의 68 혁명이 시작되다.
- 8월 20일
  - 소련군 등 바르샤바 조약기구 5개국 군대, 프라하의 봄을 진압하기 위해 체코슬로바키아를 침공.
  - 종로도서관, 사직공원으로 이전하여 재개관.
- 8월 22일 - 교황 바오로 6세, 콜롬비아 방문.
- 8월 24일 - 프랑스 수소폭탄 실험 성공.
- 8월 31일 - 이란 동북부에 대지진, 1만2천여 명 사망.
- 9월 6일 - 에스와티니 독립
- 9월 9일 - 제1회 한국무역박람회 서울 개막(박람회역).
- 9월 24일 - 에스와티니, 유엔 가입.
- 10월 30일 - 울진·삼척 무장 공비 침투 사건 발생
- 11월 5일 - 미국 대선에서 공화당의 리차드 닉슨 대통령이 당선되었다.
- 11월 6일 - 월남 평화협상 시작(제네바).
- 11월 12일 - 적도 기니, 유엔 가입.
- 11월 30일 - 서울시에서 노면전차 운행을 중단.
- 12월 5일
  - 대한민국, 국민교육헌장이 발표되어 보급되기 시작하였다.
  - 노동운동가 전태일, 평화시장 노동자들의 노동운동단체인 바보회를 결성.
- 12월 11일 - 야오원위안, 중국공산당 중앙위원회 위원 직위 임명.

## 문화
- 2월 7일 - 경전선이 광양~진주 구간의 개통으로 전구간이 개통됨.
- 4월 1일 - 포스코 창립.
- 6월 7일 - 레고랜드가 개장되었다.
- 9월 28일 - 북악 스카이웨이 준공 개통.
- 10월 12일 - 제19회 멕시코 올림픽이 개막하다.
- 10월 - 프링글스가 출시되었다.

## 탄생

### 1월
- 1월 1일
  - 크로아티아의 전 축구 선수 다보르 슈케르.
  - 대한민국의 희극인 김현기.
  - 대한민국의 가수 김기태.
- 1월 2일
  - 일본의 게임 제작자 스다 고이치.
  - 미국의 배우 쿠바 구딩 주니어.
- 1월 3일
  - 대한민국의 성우 최원형.
  - 이탈리아의 사격 선수 엔니오 팔코.
- 1월 4일 - 대한민국의 전 야구 선수 박동희. (~2007년)
- 1월 5일
  - 대한민국의 가수, 작곡가 정연준.
  - 대한민국의 희극인 김경민.
  - 스위스의 싱어송라이터 DJ 보보.
  - 일본의 비평가 미즈노 슌페이.
  - 폴란드의 권투 선수 안제이 고워타.
- 1월 6일
  - 대한민국의 가수 고병희.
  - 미국의 영화 감독 존 싱글턴. (~2019년)
- 1월 7일 - 대한민국의 전 야구 선수 강형석.
- 1월 8일 - 대한민국의 전 야구 선수 박진석.
- 1월 9일 - 대한민국의 신학자 김선영.
- 1월 10일 - 대한민국의 정치인 조경태.
- 1월 11일 - 독일의 화학자 베냐민 리스트.
- 1월 12일
  - 대한민국의 배우 최무성.
  - 일본의 게임 디렉터 마스다 준이치.
- 1월 13일
  - 일본의 엔카 가수 나가야마 요코.
  - 대한민국의 가수 김건모.
  - 대한민국의 성우 문선희.
- 1월 14일 - 미국의 래퍼, 배우, 작곡가, 음반 제작자 LL 쿨 J.
- 1월 15일 - 대한민국의 정치인 신영대.
- 1월 16일 - 대한민국의 기업인 조현준.
- 1월 18일 - 대한민국의 성우 송준석.
- 1월 20일 - 대한민국의 정치인 위성곤.
- 1월 22일 - 일본의 가수, 베이시스트 HEATH. (~2023년)
- 1월 23일 - 중화민국의 배우 왕젠민. (~2024년)
- 1월 25일 - 대한민국의 배우 김선경.
- 1월 27일 - 대한민국의 배우 박상면.
- 1월 28일 - 캐나다의 가수, 작곡가 겸 화가 세라 매클라클런.
- 1월 29일
  - 대한민국의 배우 김서라.
  - 대한민국의 성우 배정미.
- 1월 30일 - 스페인의 현 국왕 펠리페 6세.

### 2월
- 2월 1일
  - 대한민국의 배우 윤예희.
  - 미국의 가수 리사 마리 프레슬리. (~2023년)
  - 일본의 기타리스트, 작곡가 오시오 고타로.
  - 오스트리아의 알파인 스키 선수 하네스 트링클.
- 2월 2일 - 대한민국의 기업인 강훈. (~2017년)
- 2월 5일
  - 핀란드의 자동차 경주 선수 마르쿠스 그뢴홀름.
  - 푸에르토리코의 야구 선수 로베르토 알로마.
- 2월 7일
  - 대한민국의 성우 이철용.
  - 대한민국의 배우 김민상.
- 2월 9일 - 대한민국의 배우, 가수, 모델, 기업인, 유튜버 최완정.
- 2월 10일 - 일본의 성우 사카구치 코이치.
- 2월 12일
  - 대한민국의 정치인 권향엽.
  - 미국의 배우 조시 브롤린.
  - 미국의 탐험가 크리스토퍼 매캔들리스.
- 2월 13일 - 아일랜드의 가수 니브 캐버노.
- 2월 14일 - 대한민국의 정치인 신동욱.
- 2월 15일 - 대한민국의 기업인 이우현.
- 2월 17일
  - 중국의 반체제 인사 우얼카이시.
  - 이탈리아의 축구 선수 주세페 시뇨리.
- 2월 20일 - 대한민국의 축구 선수 하석주.
- 2월 21일 - 대한민국의 정치인 조승래.
- 2월 22일
  - 대한민국의 기업인 김정주. (~2022년)
  - 일본의 야구 선수 사사키 가즈히로.
  - 미국의 배우 제리 라이언.
- 2월 23일 - 대한민국의 야구 선수 김태룡.
- 2월 24일 - 대한민국의 게임 해설가 겸 만화 스토리 작가 엄재경.
- 2월 25일 - 프랑스의 배우, 가수, 영화 감독 상드린 키베를랭.
- 2월 27일 - 이탈리아의 펜싱 선수 엘리사 우가.
- 2월 28일
  - 대한민국의 가수, 희극인 정찬우. (컬투)
  - 대한민국의 성우 양정애.
- 2월 29일
  - 일본의 배우 이이지마 나오코.
  - 대한민국의 작가 신혜식.

### 3월
- 3월 1일
  - 대한민국의 전 야구 선수 염경엽.
  - 대한민국의 정치인 이영훈.
- 3월 2일
  - 영국의 배우 겸 영화 제작자 대니얼 크레이그.
  - 대한민국의 배우 조덕제.
- 3월 3일 - 대한민국의 건설턴트 서동욱.
- 3월 4일 - 대한민국의 기업인 최진환.
- 3월 5일 - 헝가리의 총리 버이너이 고르돈.
- 3월 6일 - 대한민국의 청주시의원 이대성.
- 3월 7일 - 대한민국의 정치인 최연숙.
- 3월 8일
  - 대한민국의 배우 김찬우.
  - 대한민국의 만화가 김진태.
  - 대한민국의 스포츠 캐스터 임용수.
- 3월 9일
  - 프랑스의 축구 선수 유리 조르카에프.
  - 우루과이의 축구 심판 호르헤 라리온다.
- 3월 10일 - 대한민국의 배우 김호정.
- 3월 11일 - 일본의 배우, 모델, 가수 오오사와 타카오.
- 3월 12일
  - 프랑스의 정치인 장뱅상 플라세.
  - 미국의 배우 에런 엑하트.
  - 대한민국의 음악가 겸 대학교수 조형곤. (~2020년)
- 3월 13일 - 일본의 가수 오쿠이 마사미.
- 3월 14일 - 대한민국의 전 농구 선수이자, 현 지도자 김상식.
- 3월 15일 - 대한민국의 베이시스트 겸 작가 김영석. (에메랄드 캐슬)
- 3월 16일
  - 대한민국의 희극인 정진수.
  - 대한민국의 배우 윤동환.일본의 배우 이이지마 나오코.
  - 대한민국의 작가 신혜식.
  - 미라이 학살.
- 3월 18일 - 일본의 성우 미키 신이치로.
- 3월 21일
  - 대한민국의 정치인 김진규.
  - 미국의 영화 감독, 영화 각본가 카린 쿠사마.
  - 잉글랜드의 축구 선수 데일리언 앳킨슨. (~2016년)
- 3월 22일 - 아제르바이잔의 기업인 무바리즈 만시모프.
- 3월 23일
  - 영국의 싱어송라이터 데이먼 알반 (블러).
  - 스페인의 전 축구 선수 페르난도 이에로.
- 3월 24일
  - 대한민국의 법률가 최강욱.
  - 일본의 배우 와다 케이이치.
- 3월 26일 - 대한민국의 정치인 김용태.
- 3월 27일 - 미국의 야구 선수 톰 퀸런.
- 3월 29일 - 대한민국의 정치인 하태경.
- 3월 30일 - 캐나다의 가수 셀린 디옹.

### 4월
- 4월 1일 - 일본의 정치인 다케다 료타.
- 4월 2일 - 대한민국의 성우 주현영.
- 4월 3일
  - 일본의 야구 선수 가네모토 도모아키.
  - 영국의 만화가 제이미 휼렛.
- 4월 5일 - 대한민국의 야구 선수 김경기.
- 4월 7일 - 미국의 각본가 겸 영화감독 애덤 매케이.
- 4월 8일
  - 대한민국의 외교관 정병하.
  - 일본의 소설가 모리 에토.
  - 미국의 배우 패트리샤 아켓.
- 4월 9일
  - 대한민국의 강사, 방송인 최은정.
  - 미국의 레슬링 선수 테리 브랜즈.
  - 미국의 레슬링 선수 톰 브랜즈.
- 4월 10일
  - 대한민국의 전 야구 선수, 현 야구 코치 장종훈.
  - 대한민국의 배우 이광기.
  - 대한민국의 정치인 복기왕.
- 4월 11일 - 대한민국의 작가 최윤정.
- 4월 12일 - 일본의 야구 선수 세리자와 유지.
- 4월 13일 - 대한민국의 배우 박정우.
- 4월 14일 - 일본의 야구 선수 하세베 유타카.
- 4월 15일 - 영국의 가수, 기타리스트 에드 오브라이언.
- 4월 16일
  - 스웨덴의 축구 선수 마르틴 달린.
  - 미국의 전 프로레슬링 선수 비키 게레로.
- 4월 19일
  - 일본의 축구 선수 다카쿠라 아사코.
  - 에스와타니의 국왕 음스와티 3세.
- 4월 23일 - 미국의 오클라호마 연방청사 테러범 티머시 맥베이. (~2001년)
- 4월 26일 - 대한민국의 정치인 하태경.
- 4월 27일 - 루마니아의 영화 감독 크리스티안 문지우.
- 4월 28일 - 대한민국의 정치인 김민기.
- 4월 29일
  - 크로아티아의 외교관, 정치인, 제4대 대통령 콜린다 그라바르키타로비치.
  - 대한민국의 성우 최재익.
  - 일본의 비디오 게임, 디자이너 코이즈미 요시아키.
- 4월 30일 - 대한민국의 경찰 공무원, 제24대 경찰청장 조지호.

### 5월
- 5월 1일
  - 대한민국의 배우 송채환.
  - 독일의 전 축구 선수 올리버 비어호프.
  - 대한민국의 가수 박혜성.
  - 대한민국의 희극인, 방송인 정재윤.
  - 미국의 야구 선수 맷 룩.
- 5월 2일 - 일본의 성우 미도리카와 히카루.
- 5월 3일 - 대한민국의 변호사 조희연.
- 5월 4일
  - 대한민국의 군인 강신철.
  - 이탈리아의 펜싱 선수 프란체스카 보르톨로치.
- 5월 5일 - 대한민국의 의원 조재훈.
- 5월 6일
  - 대한민국의 가수 신해철. (~2014년)
  - 일본의 만화가 아카마츠 켄.
- 5월 7일
  - 대한민국의 영화 감독 정지우.
  - 미국의 전직 포르노 배우 트레이시 로즈.
- 5월 9일 - 미국의 철학자 그레이엄 하먼.
- 5월 10일
  - 대한민국의 트로트 가수 동후.
  - 대한민국의 정치인 이규민.
  - 대한민국의 소방관 이성촌.
  - 미국의 야구 선수 윌리엄 리걸.
- 5월 11일 - 대한민국의 가수, 작곡가 윤상.
- 5월 13일 - 오스트레일리아의 정치인 스콧 모리슨.
- 5월 15일 - 대한민국의 성우 안종덕.
- 5월 16일
  - 슬로바키아의 축구 심판 류보시 미헬.
  - 홍콩의 배우 구숙정.
  - 일본의 전 프로 야구 선수, 야구 지도자 나라하라 히로시.
- 5월 19일 - 대한민국의 가수 김혜림.
- 5월 21일 - 대한민국의 방송인, 전 아나운서 진양혜.
- 5월 25일 - 대한민국의 성우 김윤미.
- 5월 26일
  - 덴마크의 국왕 프레데리크 10세.
  - 대한민국의 배우 최진호.
- 5월 27일 - 일본의 만화가 아즈마 기요히코.
- 5월 28일 - 오스트레일리아의 가수, 배우 카일리 미노그.
- 5월 29일 - 대한민국의 전 축구 선수, 지도자 박태하.
- 5월 30일 - 대한민국의 변호사 최명호.

### 6월
- 6월 1일 - 일본의 배우 나츠카와 유이.
- 6월 2일 - 이란의 배우 나비드 네가반.
- 6월 4일 - 대한민국의 탁구 선수 유남규.
- 6월 6일 - 대한민국의 배우 김성희.
- 6월 8일
  - 대한민국의 법조인 여환섭.
  - 일본의 성우 미카미 사토시.
- 6월 9일 - 잉글랜드의 배우 에디 마산.
- 6월 10일
  - 일본의 성우 칸나 노부토시.
  - 미국의 배우, 희극인 빌 버.
- 6월 12일 - 대한민국의 배우 이상훈.
- 6월 14일
  - 대한민국의 정치인 이용주.
  - 대한민국의 골프 선수 최경주.
  - 미국의 배우, 스모 선수, 종합 격투기 선수 테일러 윌리. (~2024년)
  - 폴란드의 권투 선수 얀 디다크.(~2019년)
  - 프랑스의 배우, 영화감독, 각본가 줄리안 라삼. (~2002년)
- 6월 15일 - 대한민국의 배우 오달수.
- 6월 16일 - 대한민국의 가수, 작곡가 정음.
- 6월 18일 - 대한민국의 정치인 김정우.
- 6월 20일
  - 미국의 영화 감독 로버트 로드리게스.
  - 폴란드의 총리 마테우시 모라비에츠키. (~2023년)
  - 일본의 성우 치바 잇신.
  - 일본의 소설가 사기사와 메구무. (~2004년)
- 6월 22일
  - 일본의 소설가 유미리.
  - 대한민국의 골프 선수 최경주.
  - 대한민국의 의원 김창원.
- 6월 23일
  - 대한민국의 현 야구 코치, 전 야구 선수 송구홍.
  - 대한민국의 야구 심판, 전 야구 선수 강광회.
  - 대한민국의 싱어송라이터 겸 작곡가 오태호.
  - 대한민국의 기업인 이재용.
- 6월 24일
  - 대한민국의 배우 김은수.
  - 대한민국의 시인 조기영.
  - 독일의 전 사격 선수 크리스티안 클레스.
- 6월 25일 - 대한민국의 배우 채시라.
- 6월 26일
  - 이탈리아의 축구 선수 파올로 말디니.
  - 일본의 성우 치바 잇신.
  - 아이티의 제42대 대통령 조브넬 모이즈. (~2021년)
- 6월 30일 - 대한민국의 가수 염수연.

### 7월
- 7월 1일
  - 대한민국의 배우 한갑수.
  - 대한민국의 배우 윤용현.
- 7월 2일 - 대한민국의 전 야구 선수 오희주.
- 7월 3일 - 대한민국의 정치인, 기초의원 최명관. (~2023년)
- 7월 5일
  - 일본의 만화가 아카마츠 켄.
  - 미국의 배우 마이클 스툴바그.
  - 미국의 기업인 수전 워치츠키. (~2024년)
- 7월 6일 - 대한민국의 배우 서진욱.
- 7월 7일 - 대한민국의 가수, 보컬리스트 김재기. (~1993년)
- 7월 8일
  - 미국의 배우 빌리 크루덥.
  - 일본의 성우 스야마 아키오.
- 7월 9일
  - 이탈리아의 축구 선수 파올로 디 카니오.
  - 대한민국의 모델 겸 배우 박영선.
- 7월 10일
  - 대한민국의 트로트 가수 안다미.
  - 대한민국의 군인, 정치인 서철모.
  - 일본의 성우 키우치 레이코.
- 7월 11일 - 대한민국의 싱어송라이터 추가열.
- 7월 13일
  - 미국의 배우 로버트 갠트.
  - 일본의 성우 미나미 오미.
- 7월 14일
  - 대한민국의 성우 이원상.
  - 대한민국의 전 축구 선수, 축구 감독 황선홍.
- 7월 16일 - 대한민국의 언론인, 정치평론가 박성호. (~2018년)
- 7월 17일 - 미국의 배우 비티 슈람.
- 7월 19일 - 대한민국의 전 가수 이가이 (베이비복스).
- 7월 21일 - 대한민국의 가수, 서양화가 마이진.
- 7월 23일 - 캐나다의 영화감독 숀 레비.
- 7월 24일
  - 대한민국의 가수, 배우, MC 탁재훈.
  - 미국의 배우, 가수 크리스틴 체노웨스.
- 7월 27일
  - 뉴질랜드의 배우 클리프 커티스.
  - 러시아의 펜싱 선수 율리야 가라예바.
- 7월 29일 - 대한민국의 희극인 김현영.
- 7월 30일
  - 미국의 전 미식축구 선수, 배우 테리 크루스.
  - 일본의 애니메이터, 디자이너 우마코시 요시히코.
  - 덴마크의 배우 소피 그로뵐.

### 8월
- 8월 1일 - 미국의 전 농구 선수 스테이시 오그먼.
- 8월 2일 - 독일의 축구 선수 슈테판 에펜베르크.
- 8월 3일 - 대한민국의 정치인 김형찬.
- 8월 4일
  - 대한민국의 야구 선수 강남규.
  - 미국의 배우 대니얼 대 킴.
  - 스웨덴의 모델, 배우 마르쿠스 솅켄베리.
- 8월 5일
  - 프랑스의 정치인 마린 르 펜.
  - 캐나다의 가수 테리 클라크.
  - 대한민국의 배우 오명근.
- 8월 8일
  - 대한민국의 의사 윤한덕. (~2019년)
  - 대한민국의 영화감독 김형준.
  - 일본의 연쇄살인범 마에우에 히로시. (~2009년)
- 8월 9일 - 미국의 배우 질리언 앤더슨.
- 8월 10일
  - 대한민국의 정치인 윤석준.
  - 대한민국의 공학자 김혜영.
  - 일본의 전 축구 선수 기타자와 쓰요시.
  - 이탈리아의 테너 가수 살바토레 리치트라.
- 8월 11일
  - 영국의 배우 소피 오코네도.
  - 미국의 배우 애나 건.
- 8월 12일 - 일본의 성우 유사 코지.
- 8월 14일 - 미국의 배우 캐서린 벨.
- 8월 15일
  - 대한민국의 법조인 노영희.
  - 대한민국의 배우 박철.
  - 미국의 배우 데브라 메싱.
- 8월 16일 - 대한민국의 전 야구 선수, 현 야구 코치 김석연.
- 8월 17일
  - 독일의 펜싱 선수 아냐 피히텔.
  - 잉글랜드의 배우 헬렌 매크로리. (~2021년)
- 8월 18일 - 대한민국의 배우 이승연.
- 8월 20일
  - 중국의 방송인, 작가 바이옌쑹.
  - 일본의 성우 시라토리 유리.
- 8월 22일 - 대한민국의 가수 유지나.
- 8월 23일 - 일본의 축구 선수, 축구 지도자 모리야스 하지메.
- 8월 24일
  - 대한민국의 배우, 성우 김용준.
  - 대한민국의 정치인 장성철.
- 8월 25일
  - 대한민국의 아나운서 신동진.
  - 대한민국의 작사가 강은경.
- 8월 26일 - 대한민국의 정치인 배진교.
- 8월 28일 - 대한민국의 성우 조진숙.
- 8월 29일
  - 대한민국의 축구 선수 김범수.
  - 일본의 배우 겸 성우 오가와 테루아키.
- 8월 31일 - 일본의 야구 선수 노모 히데오.

### 9월
- 9월 2일
  - 대한민국의 배우 석광렬. (~1994년)
  - 대한민국의 야구 선수 이영재.
  - 일본의 전 야구 선수 오가타 고이치.
  - 미국의 배우 신시아 와트로스.
- 9월 3일 - 대한민국의 배우 오지혜.
- 9월 5일 - 대한민국의 음악가 손무현.
- 9월 6일 - 우크라이나의 권투 선수 로스티슬라우 자울리치니.
- 9월 7일
  - 프랑스의 전 축구 선수 마르셀 드사이.
  - 대한민국의 양궁 선수 석민희.
- 9월 9일
  - 대한민국의 경찰청장 윤희근.
  - 대한민국의 성우 김승태.
  - 파키스탄의 정치인 샤바즈 바티. (~2011년)
- 9월 10일
  - 영국의 영화감독 가이 리치.
  - 미국의 래퍼 빅 대디 케인.
  - 오스트리아의 축구 선수 안드레아스 헤어초크.
- 9월 11일
  - 대한민국의 아나운서 신상윤.
  - 일본의 배우 쿠라타 테츠오.
- 9월 13일 - 푸에르토리코의 야구 선수 버니 윌리엄스.
- 9월 14일 - 일본의 작가 요시다 슈이치.
- 9월 16일
  - 스페인의 전 축구 선수 라파엘 알코르타.
  - 미국의 가수 겸 배우 마크 앤서니.
- 9월 17일
  - 스페인의 축구 감독 티토 빌라노바. (~2014년)
  - 미국의 가수 아나스타시아.
- 9월 18일
  - 대한민국의 배우 박병선. (~2015년)
  - 대한민국의 언론인, 인권운동가 강철환.
- 9월 19일 - 대한민국의 기업인 정용진.
- 9월 20일 - 대한민국의 언론인 한성일.
- 9월 21일 - 대한민국의 아나운서 박광범.
- 9월 22일 - 대한민국의 펜싱 선수 장태석.
- 9월 23일
  - 대한민국의 배우 강민석.
  - 대한민국의 가수 나들.
  - 대한민국의 군인 박안수.
  - 루마니아의 권투 선수 다니엘 두미트레스쿠.
- 9월 25일
  - 네덜란드 여왕 베아트릭스의 차남 오라녜나사우 공자 프리소. (~2013년)
  - 미국의 영화배우 윌 스미스.
- 9월 28일
  - 영국의 배우 나오미 워츠.
  - 핀란드의 전직 레이싱 드라이버 선수 미카 하키넨.
  - 대한민국의 성우 박성현.
- 9월 30일
  - 대한민국의 야구 선수 최해식.
  - 대한민국의 정치인 조지훈.
  - 대한민국의 배드민턴 선수 손진환.
  - 프랑스의 전 축구 선수 에르베 르나르.

### 10월
- 10월 1일 - 대한민국의 정치인 김문수.
- 10월 2일 - 일본의 만화가 무라타 렌지.
- 10월 3일
  - 대한민국의 가수 김성수.
  - 대한민국의 전 야구 선수 김홍기.
- 10월 5일 - 대한민국의 정치인 박시영.
- 10월 6일 - 대한민국의 현대음악가 최영주.
- 10월 7일 - 영국의 음악가 톰 요크 (라디오헤드).
- 10월 8일
  - 대한민국의 배우 남미정.
  - 대한민국의 전 가수 미애.
  - 크로아티아의 축구 선수 즈보니미르 보반.
- 10월 9일 - 대한민국의 야구 선수 정회열.
- 10월 10일 - 대한민국의 성악가 양재희.
- 10월 11일 - 미국의 성우 티파니 그랜트.
- 10월 12일
  - 대한민국의 성우 박인선.
  - 오스트레일리아의 배우 휴 잭맨.
  - 미국의 배우 애덤 리치. (~2023년)
- 10월 13일
  - 대한민국의 아나운서 정은임. (~2004년)
  - 일본의 국제 저널리스트, 언론인 다카하시 고스케.
- 10월 14일
  - 대한민국의 가수, 배우 김정민.
  - 대한민국의 기업인 김재열.
  - 잉글랜드의 전 축구 선수, 축구 방송 진행자 맷 르티시에.
- 10월 15일
  - 대한민국의 정치인 이성권.
  - 프랑스의 전 축구 선수, 현 축구 감독 디디에 데샹.
  - 미국의 배우 바네사 마실.
  - 이탈리아의 영화 감독, 영화 각본가 마테오 가로네.
- 10월 16일 - 대한민국의 배우 성지루.
- 10월 17일 - 중화인민공화국의 축구 선수 장진.
- 10월 18일
  - 대한민국의 배우 염동헌. (~2022년)
  - 일본의 전 축구 선수 오타케 나오토.
- 10월 19일
  - 대한민국의 성우 오수경.
  - 대한민국의 배우 김세민.
- 10월 20일 - 대한민국의 기업인 임우재.
- 10월 21일
  - 대한민국의 배우 홍일권.
  - 대한민국의 배우 조병기.
  - 대한민국의 성우 한호웅.
- 10월 22일
  - 미국의 싱어송라이터, 래퍼 섀기.
  - 대한민국의 기업인 이재웅.
- 10월 23일 - 대한민국의 영화 제작자 곽신애.
- 10월 25일 - 미국의 영화 감독 크리스토퍼 매쿼리.
- 10월 26일 - 크로아티아의 전 축구 선수 로베르트 야르니.
- 10월 27일
  - 대한민국의 배우 손정림.
  - 대한민국의 가수 최우선.
  - 대한민국의 베이시스트 이동규.
- 10월 28일 - 대한민국의 배우 신현준.
- 10월 29일
  - 대한민국의 아나운서 김범수.
  - 일본의 아이돌 츤쿠.
- 10월 30일 - 일본의 음악가, 뮤지션 기요하루.

### 11월
- 11월 1일
  - 대한민국의 배우 박신양.
  - 우즈베키스탄의 스키 선수 리나 체랴조바. (~2019년)
- 11월 2일
  - 미국의 배우 리나 소퍼.
  - 대한민국의 가수 주민.
- 11월 4일
  - 프랑스의 유도 선수 마리클레르 레스투.
  - 스페인의 유도 선수 알무데나 무뇨스.
  - 대한민국의 성우 안소연.
- 11월 5일 - 미국의 배우 샘 록웰.
- 11월 6일 - 대한민국의 기상캐스터 이익선.
- 11월 7일 - 대한민국의 회계사 정동연.
- 11월 8일 - 대한민국의 방송인, 전 아나운서 송선경.
- 11월 10일
  - 대한민국의 전 야구 선수 박기택.
  - 미국의 희극인 및 배우 트레이시 모건.
- 11월 11일
  - 대한민국의 배우 안수호.
  - 대한민국의 소설가 김영하.
  - 한국계 미국인 작가 이민진.
  - 대한민국의 정치인 김원이.
  - 대한민국의 성우 이동은.
- 11월 12일 - 일본의 성우 히사카와 아야.
- 11월 13일
  - 대한민국의 의사 명승권.
  - 대한민국의 영화 미술 감독 류성희.
  - 대한민국의 성우 이윤정.
- 11월 15일
  - 대한민국의 희극인 홍기훈.
  - 일본의 소설가 후쿠이 하루토시.
- 11월 18일
  - 미국의 배우 오언 윌슨.
  - 에스토니아의 펜싱 선수 카이도 카베르마.
- 11월 22일 - 대한민국의 가수 박성신. (~2014년)
- 11월 25일
  - 조선민주주의인민공화국의 탁구 선수 김성희.
  - 일본의 야구 선수 다카쓰 신고.
- 11월 27일 - 대한민국의 성우 안장혁.
- 11월 29일
  - 프랑스의 배우 샤를로트 발랑드레. (~2022년)
  - 미국의 가수 조너선 나이트.
- 11월 30일
  - 일본의 성우 겸 가수 마츠모토 리카.
  - 대한민국의 가수 우연이.

### 12월
- 12월 1일
  - 대한민국의 프로듀서 신동식.
  - 대한민국의 배우 박신영.
- 12월 2일
  - 미국의 배우 루시 류.
  - 미국의 야구 선수 대릴 카일.
  - 대한민국의 배우 서지영.
- 12월 3일 - 미국의 배우 브렌던 프레이저.
- 12월 4일
  - 대한민국의 언론인 겸 시사평론가 김어준.
  - 대한민국의 배우 이성민.
- 12월 5일
  - 미국의 희극인, 패션 디자이너, 배우, 작가 마거릿 조.
  - 일본의 성우 후치자키 유리코.
- 12월 7일
  - 대한민국의 아나운서, 정치인 손범규.
  - 미국의 성우 그레그 에어스.
- 12월 8일
  - 대한민국의 배우 이진우.
  - 대한민국의 드라마 작가 정유경.
  - 미국의 야구 선수 마이크 무시나.
- 12월 9일 - 미국의 전 프로레슬링 선수 커트 앵글.
- 12월 10일 - 일본의 가수 오기노메 요코.
- 12월 11일 - 대한민국의 펜싱 선수 유상주.
- 12월 12일 - 대한민국의 목사 박상돈.
- 12월 13일
  - 대한민국으 록 뮤지션 박현준.
  - 대한민국의 가수, 작곡가 리안.
- 12월 14일
  - 대한민국의 정치인 오영훈.
  - 대한민국의 싱어송라이터, 음악 프로듀서 추가열.
- 12월 16일
  - 대한민국의 법조인 오경미.
  - 미국의 가수 레일라 해서웨이.
- 12월 17일
  - 멕시코의 전 축구 선수 클라우디오 수아레스.
  - 미국의 만화 채색 화가 맷 홀링즈워스.
- 12월 18일
  - 대한민국의 정치인 이상식.
  - 미국의 배우 캐스퍼 반 디엔.
- 12월 19일 - 대한민국의 정치인 이원택.
- 12월 20일 - 대한민국의 희극인, 기업인 권영찬.
- 12월 21일
  - 미국의 성우 스파이크 스펜서.
  - 쿠바의 레슬링 선수 윌베르 산체스.
- 12월 23일
  - 대한민국의 기업인 방준혁.
  - 대한민국의 작곡가 정석원.
- 12월 24일
  - 대한민국의 배우 옥소리.
  - 대한민국의 배우 최진실. (~2008년)
  - 대한민국의 가수 김지연.
- 12월 25일
  - 일본의 야구 선수, 야구 감독 오가타 고이치.
  - 대한민국의 정치인 이동욱.
- 12월 29일 - 조선민주주의인민공화국의 전 탁구 선수 리분희.
- 12월 30일 - 대한민국의 의원 이종호.
- 12월 31일
  - 대한민국의 가수 김승진.
  - 대한민국의 범죄자 정두영.

### 미상
- 대한민국의 공학자 김상우.
- 대한민국의 전 정무직공무원, 전 공기업인 김현준.
- 대한민국의 영화 미술감독 류성희.
- 대한민국의 교수 박성진.
- 대한민국의 영화 감독 유상곤. (~2024년)
- 대한민국의 작곡가 유해준.
- 대한민국의 광진구의원, 전라북도의원 이수진.
- 대한민국의 전 기자, 방송인, 정치인 이지현.
- 미국의 영화 감독, 배우, 각본가, 성우, 영화 제작자, 메이크업 아티스트 윌리엄 버틀러.
- 대한민국의 전라북도의원 김대중.
- 대한민국의 배우 김상욱.
- 대한민국의 정치인 김영우.
- 대한민국의 공무원, 정치인 김영훈.
- 대한민국의 범죄자 문승도. (~1994년)
- 대한민국의 배우 박재완.
- 대한민국의 군인 이원재.
- 브라질의 가수 오투.
- 중화인민공화국의 배우 리좐.

## 사망

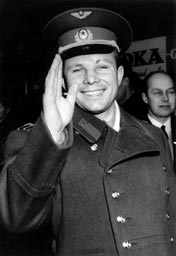
유리 가가린

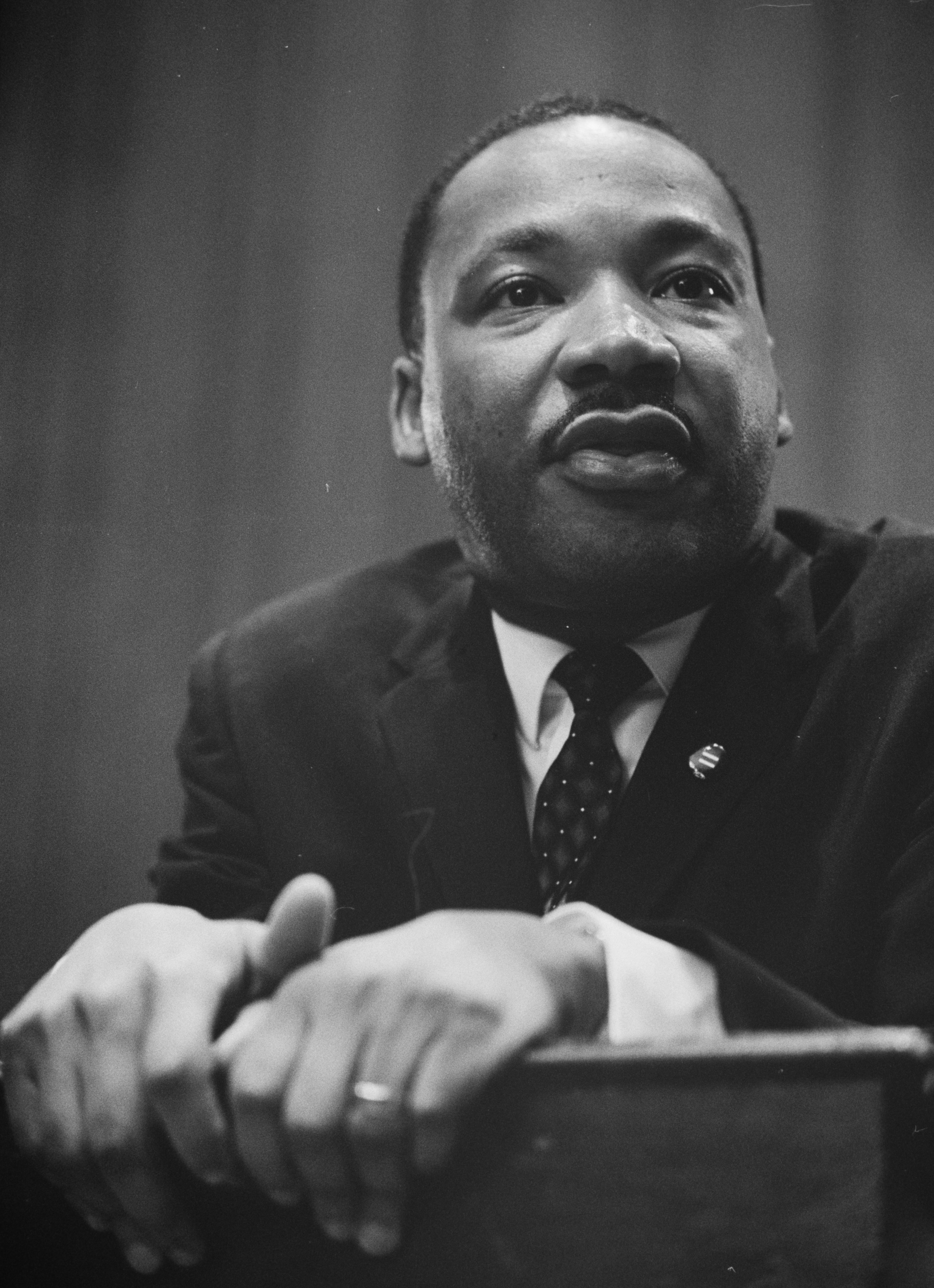
마틴 루터 킹 2세

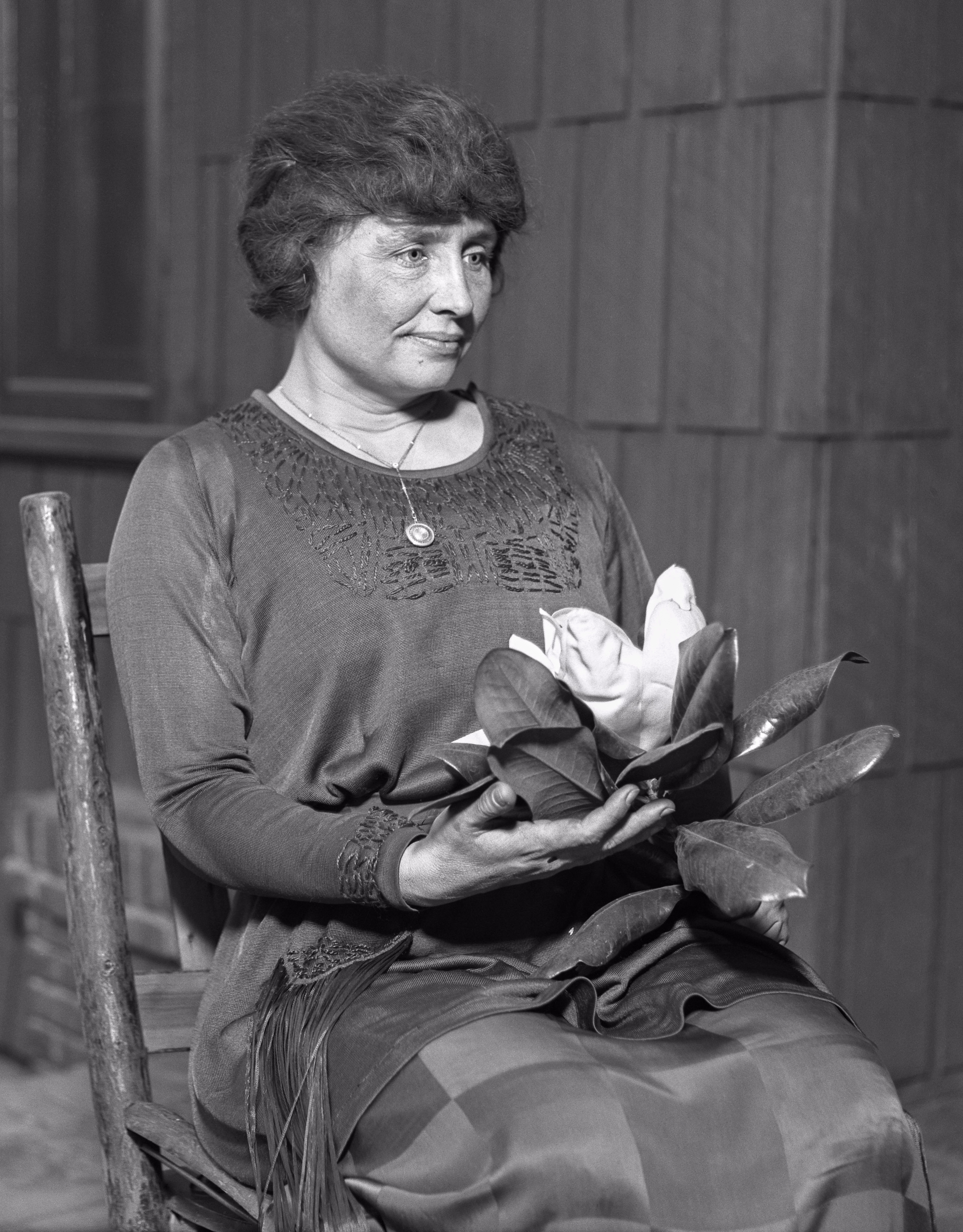
헬렌 켈러

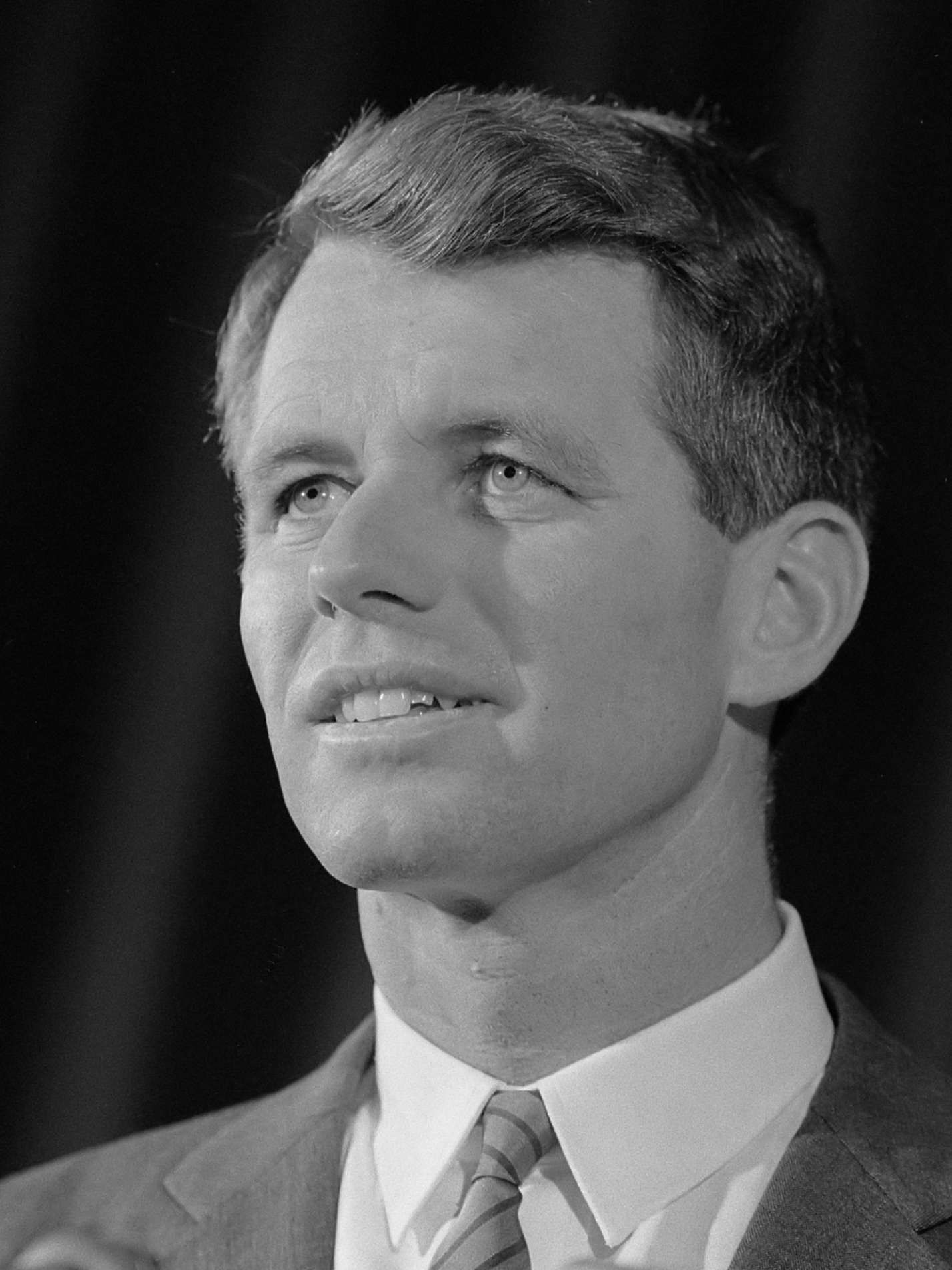
로버트 케네디

- 2월 29일 - 미국의 지진학자 휴고 베니오프. (1899년~)
- 3월 20일 - 덴마크의 영화감독 칼 테오도르 드레이어. (1889년~)
- 3월 27일 - 소련의 우주비행사 유리 가가린. (1934년~)
- 4월 4일 - 미국의 인권 운동가 마틴 루터 킹 주니어. (1929년~)
- 6월 1일 - 미국의 작가, 교육가 헬렌 켈러. (1880년~)
- 6월 6일 - 미국의 정치인, 변호사 로버트 F. 케네디. (1925년~)
- 6월 16일 - 대한민국의 시인 김수영. (1921년~)
- 6월 17일 - 우루과이의 전 축구 선수 호세 나사시. (1901년~)
- 7월 3일 - 중화민국의 장군 왕야오우 (1904년~)
- 9월 25일 - 미국의 작가 코넬 울리치. (1903년~)
- 11월 10일 - 대한민국의 가수 차중락. (1942년~)
- 12월 1일 - 대한민국의 배우 김승호. (1917년~)
- 12월 9일 - 북한 무장간첩의 희생자 이승복. (1959년~)
- 12월 10일 - 스위스의 신학자 카를 바르트. (1886년~)
- 12월 30일 - 
  - 소련의 군인 키릴 메레츠코프. (1897년~)
  - 노르웨이의 정치인, 유엔 제1대 사무총장 트뤼그베 리. (1896년~)

## 노벨상
- 문학상: 가와바타 야스나리
- 물리학상:루이스 앨버레즈
- 생리학 및 의학상: 로버트 홀리,마셜 니런버그
- 평화상: 르네 카생
- 화학상:라르스 온사거

## 달력
| 1월 |    |    |    |    |    |    |
| 일  | 월 | 화 | 수 | 목 | 금 | 토 |
|     | 1  | 2  | 3  | 4  | 5  | 6  |
| 7   | 8  | 9  | 10 | 11 | 12 | 13 |
| 14  | 15 | 16 | 17 | 18 | 19 | 20 |
| 21  | 22 | 23 | 24 | 25 | 26 | 27 |
| 28  | 29 | 30 | 31 |    |    |    |

| 2월 |    |    |    |    |    |    |
| 일  | 월 | 화 | 수 | 목 | 금 | 토 |
|     |    |    |    | 1  | 2  | 3  |
| 4   | 5  | 6  | 7  | 8  | 9  | 10 |
| 11  | 12 | 13 | 14 | 15 | 16 | 17 |
| 18  | 19 | 20 | 21 | 22 | 23 | 24 |
| 25  | 26 | 27 | 28 | 29 |    |    |

| 3월 |    |    |    |    |    |    |
| 일  | 월 | 화 | 수 | 목 | 금 | 토 |
|     |    |    |    |    | 1  | 2  |
| 3   | 4  | 5  | 6  | 7  | 8  | 9  |
| 10  | 11 | 12 | 13 | 14 | 15 | 16 |
| 17  | 18 | 19 | 20 | 21 | 22 | 23 |
| 24  | 25 | 26 | 27 | 28 | 29 | 30 |
| 31  |    |    |    |    |    |    |

| 4월 |    |    |    |    |    |    |
| 일  | 월 | 화 | 수 | 목 | 금 | 토 |
|     | 1  | 2  | 3  | 4  | 5  | 6  |
| 7   | 8  | 9  | 10 | 11 | 12 | 13 |
| 14  | 15 | 16 | 17 | 18 | 19 | 20 |
| 21  | 22 | 23 | 24 | 25 | 26 | 27 |
| 28  | 29 | 30 |    |    |    |    |

| 5월 |    |    |    |    |    |    |
| 일  | 월 | 화 | 수 | 목 | 금 | 토 |
|     |    |    | 1  | 2  | 3  | 4  |
| 5   | 6  | 7  | 8  | 9  | 10 | 11 |
| 12  | 13 | 14 | 15 | 16 | 17 | 18 |
| 19  | 20 | 21 | 22 | 23 | 24 | 25 |
| 26  | 27 | 28 | 29 | 30 | 31 |    |

| 6월 |    |    |    |    |    |    |
| 일  | 월 | 화 | 수 | 목 | 금 | 토 |
|     |    |    |    |    |    | 1  |
| 2   | 3  | 4  | 5  | 6  | 7  | 8  |
| 9   | 10 | 11 | 12 | 13 | 14 | 15 |
| 16  | 17 | 18 | 19 | 20 | 21 | 22 |
| 23  | 24 | 25 | 26 | 27 | 28 | 29 |
| 30  |    |    |    |    |    |    |

| 7월 |    |    |    |    |    |    |
| 일  | 월 | 화 | 수 | 목 | 금 | 토 |
|     | 1  | 2  | 3  | 4  | 5  | 6  |
| 7   | 8  | 9  | 10 | 11 | 12 | 13 |
| 14  | 15 | 16 | 17 | 18 | 19 | 20 |
| 21  | 22 | 23 | 24 | 25 | 26 | 27 |
| 28  | 29 | 30 | 31 |    |    |    |

| 8월 |    |    |    |    |    |    |
| 일  | 월 | 화 | 수 | 목 | 금 | 토 |
|     |    |    |    | 1  | 2  | 3  |
| 4   | 5  | 6  | 7  | 8  | 9  | 10 |
| 11  | 12 | 13 | 14 | 15 | 16 | 17 |
| 18  | 19 | 20 | 21 | 22 | 23 | 24 |
| 25  | 26 | 27 | 28 | 29 | 30 | 31 |

| 9월 |    |    |    |    |    |    |
| 일  | 월 | 화 | 수 | 목 | 금 | 토 |
| 1   | 2  | 3  | 4  | 5  | 6  | 7  |
| 8   | 9  | 10 | 11 | 12 | 13 | 14 |
| 15  | 16 | 17 | 18 | 19 | 20 | 21 |
| 22  | 23 | 24 | 25 | 26 | 27 | 28 |
| 29  | 30 |    |    |    |    |    |

| 10월 |    |    |    |    |    |    |
| 일   | 월 | 화 | 수 | 목 | 금 | 토 |
|      |    | 1  | 2  | 3  | 4  | 5  |
| 6    | 7  | 8  | 9  | 10 | 11 | 12 |
| 13   | 14 | 15 | 16 | 17 | 18 | 19 |
| 20   | 21 | 22 | 23 | 24 | 25 | 26 |
| 27   | 28 | 29 | 30 | 31 |    |    |

| 11월 |    |    |    |    |    |    |
| 일   | 월 | 화 | 수 | 목 | 금 | 토 |
|      |    |    |    |    | 1  | 2  |
| 3    | 4  | 5  | 6  | 7  | 8  | 9  |
| 10   | 11 | 12 | 13 | 14 | 15 | 16 |
| 17   | 18 | 19 | 20 | 21 | 22 | 23 |
| 24   | 25 | 26 | 27 | 28 | 29 | 30 |

| 12월 |    |    |    |    |    |    |
| 일   | 월 | 화 | 수 | 목 | 금 | 토 |
| 1    | 2  | 3  | 4  | 5  | 6  | 7  |
| 8    | 9  | 10 | 11 | 12 | 13 | 14 |
| 15   | 16 | 17 | 18 | 19 | 20 | 21 |
| 22   | 23 | 24 | 25 | 26 | 27 | 28 |
| 29   | 30 | 31 |    |    |    |    |

### 음양력 대조 일람
| 음력월 | 월건 | 대소 | 음력 1일의 양력 월일 | 음력 1일 간지 |
| ------ | ---- | ---- | -------------------- | ------------- |
| 1월    | 갑인 | 소   | 1월 30일             | 기해          |
| 2월    | 을묘 | 대   | 2월 28일             | 무진          |
| 3월    | 병진 | 대   | 3월 29일             | 무술          |
| 4월    | 정사 | 소   | 4월 28일             | 무진          |
| 5월    | 무오 | 대   | 5월 27일             | 정유          |
| 6월    | 기미 | 소   | 6월 26일             | 정묘          |
| 7월    | 경신 | 대   | 7월 25일             | 병신          |
| 윤7월  |      | 소   | 8월 24일             | 병인          |
| 8월    | 신유 | 대   | 9월 22일             | 을미          |
| 9월    | 임술 | 소   | 10월 22일            | 을축          |
| 10월   | 계해 | 대   | 11월 20일            | 갑오          |
| 11월   | 갑자 | 소   | 12월 20일            | 갑자          |
| 12월   | 을축 | 대   | 1969년 1월 18일      | 계사          |